# Naunspitze
De Naunspitze is een berg in de deelstaat Tirol, Oostenrijk. De berg heeft een hoogte van 1.633 meter.
De Naunspitze is onderdeel van het Kaisergebergte.